# Tour du Poitou-Charentes 2013
Il Tour du Poitou-Charentes 2013, ventisettesima edizione della corsa, si svolse dal 27 al 30 agosto 2013 su un percorso di 706 km ripartiti in 5 tappe, con partenza da Saint-Maixent-l'École e arrivo a Poitiers. Fu vinto dal francese Thomas Voeckler della Team Europcar davanti allo spagnolo Jesus Herrada Lopez e al russo Michail Ignat'ev.

## Tappe
| Tappa  | Data      | Percorso                              | km    | Vincitore di tappa  | Leader cl. generale |
| ------ | --------- | ------------------------------------- | ----- | ------------------- | ------------------- |
| 1ª     | 27 agosto | Saint-Maixent-l'École > Saintes       | 197,9 | Nacer Bouhanni      | Nacer Bouhanni      |
| 2ª     | 28 agosto | Saintes > Angoulême                   | 182   | Nacer Bouhanni      | Nacer Bouhanni      |
| 3ª     | 29 agosto | Charroux > Civray                     | 109,4 | Nacer Bouhanni      | Nacer Bouhanni      |
| 4ª     | 29 agosto | Charroux > Civray (cron. individuale) | 22,8  | Thomas Voeckler     | Thomas Voeckler     |
| 5ª     | 30 agosto | Ruelle-sur-Touvre > Poitiers          | 193,6 | Jesus Herrada Lopez | Thomas Voeckler     |
| Totale | Totale    | Totale                                | 706   |                     |                     |

## Dettagli delle tappe

### 1ª tappa
- 27 agosto: Saint-Maixent-l'École > Saintes – 197,9 km

| Pos. | Corridore       | Squadra            | Tempo    |
| ---- | --------------- | ------------------ | -------- |
| 1    | Nacer Bouhanni  | FDJ                | 4h49'49" |
| 2    | Benjamin Giraud | La Pomme Marseille | s.t.     |
| 3    | Maxime Daniel   | Sojasun            | s.t.     |

| Pos. | Corridore       | Squadra            | Tempo    |
| ---- | --------------- | ------------------ | -------- |
| 1    | Nacer Bouhanni  | FDJ                | 4h49'39" |
| 2    | Sébastien Duret | Bretagne           | a 1"     |
| 3    | Benjamin Giraud | La Pomme Marseille | a 4"     |

### 2ª tappa
- 28 agosto: Saintes > Angoulême – 182 km

| Pos. | Corridore       | Squadra  | Tempo    |
| ---- | --------------- | -------- | -------- |
| 1    | Nacer Bouhanni  | FDJ      | 4h06'54" |
| 2    | Armindo Fonseca | Bretagne | s.t.     |
| 3    | Maxime Vantomme | Crelan   | s.t.     |

| Pos. | Corridore       | Squadra  | Tempo    |
| ---- | --------------- | -------- | -------- |
| 1    | Nacer Bouhanni  | FDJ      | 8h56'23" |
| 2    | Armindo Fonseca | Bretagne | a 14"    |
| 3    | Maxime Vantomme | Crelan   | a 16"    |

### 3ª tappa
- 29 agosto: Charroux > Civray – 109,4 km

| Pos. | Corridore         | Squadra | Tempo    |
| ---- | ----------------- | ------- | -------- |
| 1    | Nacer Bouhanni    | FDJ     | 2h33'41" |
| 2    | Matteo Pelucchi   | IAM     | s.t.     |
| 3    | Davide Appollonio | AG2R    | s.t.     |

| Pos. | Corridore       | Squadra  | Tempo     |
| ---- | --------------- | -------- | --------- |
| 1    | Nacer Bouhanni  | FDJ      | 11h29'58" |
| 2    | Armindo Fonseca | Bretagne | a 20"     |
| 3    | Maxime Vantomme | Crelan   | a 22"     |

### 4ª tappa
- 29 agosto: Charroux > Civray (cron. individuale) – 22,8 km

| Pos. | Corridore           | Squadra  | Tempo  |
| ---- | ------------------- | -------- | ------ |
| 1    | Thomas Voeckler     | Europcar | 27'37" |
| 2    | Michail Ignat'ev    | Katusha  | a 23"  |
| 3    | Gustav Erik Larsson | IAM      | a 26"  |

| Pos. | Corridore        | Squadra  | Tempo     |
| ---- | ---------------- | -------- | --------- |
| 1    | Thomas Voeckler  | Europcar | 11h57'58" |
| 2    | Michail Ignat'ev | Katusha  | a 26"     |
| 3    | Arnaud Gérard    | Bretagne | a 37"     |

### 5ª tappa
- 30 agosto: Ruelle-sur-Touvre > Poitiers – 193,6 km

| Pos. | Corridore           | Squadra  | Tempo    |
| ---- | ------------------- | -------- | -------- |
| 1    | Jesus Herrada Lopez | Movistar | 4h21'17" |
| 2    | Arthur Vichot       | FDJ      | s.t.     |
| 3    | Eduard Vorganov     | Katusha  | s.t.     |

| Pos. | Corridore           | Squadra  | Tempo     |
| ---- | ------------------- | -------- | --------- |
| 1    | Thomas Voeckler     | Europcar | 16h19'31" |
| 2    | Jesus Herrada Lopez | Movistar | a 23"     |
| 3    | Michail Ignat'ev    | Katusha  | a 26"     |

## Classifiche finali

### Classifica generale
| Pos. | Corridore           | Squadra                      | Tempo     |
| ---- | ------------------- | ---------------------------- | --------- |
| 1    | Thomas Voeckler     | Team Europcar                | 16h19'31" |
| 2    | Jesus Herrada Lopez | Movistar Team                | a 23"     |
| 3    | Michail Ignat'ev    | Team Katusha                 | a 26"     |
| 4    | Arnaud Gérard       | Bretagne-Séché Environnement | a 37"     |
| 5    | Gustav Erik Larsson | IAM Cycling                  | s.t.      |
| 6    | Luke Durbridge      | Orica-GreenEDGE              | a 40"     |
| 7    | Maxime Vantomme     | Crelan-Euphony               | a 50"     |
| 8    | Nacer Bouhanni      | FDJ                          | a 54"     |
| 9    | Eduardo Sepulveda   | Bretagne-Séché Environnement | s.t.      |
| 10   | Simon Špilak        | Team Katusha                 | a 55"     |